# دریاچه قرعون
دریاچه قرعون (به عربی: بحیرة قرعون) یک دریاچه مصنوعی، مخزن سد و دریاچه در لبنان است که در استان بقاع واقع شده‌است.